# Klubinský potok
Klubinský potok je přírodní rezervace v katastrálním území obce Klubina v okrese Čadca v Žilinském kraji. Území bylo vyhlášeno v roce 2000 a má rozlohu 0,83 hektaru. Předmětem ochrany je olšina podél vodního toku s mírně meandrujícími přítoky.